# 吉姆·卡維佐
小詹姆斯·派翠克·「吉姆」·卡維佐（英語：James Patrick "Jim" Caviezel, Jr.，1968年9月26日—），美國男演員。
以在2004年梅爾·吉勃遜的電影《耶穌受難記》中扮演耶穌基督而聞名。其他所扮演的著名角色還包括《高球大滿貫》中的鲍比·琼斯、《黑洞頻率》中的警探約翰·蘇利文、《絕世英豪》中的爱德蒙·唐泰斯、《超感應頻率》中的凱奇、《時空線索》中的卡羅·奧斯塔德、以及《紅色警戒》中的大兵偉特。自2011年9月起，卡維佐在哥倫比亞廣播公司的犯罪影集《疑犯追蹤》裡飾演約翰·里斯。

## 早年生活及教育
卡維佐出生在華盛頓州的弗農山。他的母親瑪格麗特是位家庭主婦，並曾經作過舞台劇演員。他的父親老詹姆斯·派翠克·卡維佐則是位脊椎按摩師。他有一個弟弟提摩太，以及三個妹妹安、艾米和艾琳。卡維佐在華盛頓州康威鎮的一個嚴格的羅馬天主教家庭中長大，其姓氏則是源於羅曼什語。他的父親有瑞士（來自父方）及斯洛伐克（來自母方）的血統，而他的母親則有愛爾蘭血統。卡維佐的父親在加州大學洛杉磯分校就讀時，曾在教練約翰·伍登的指導下打籃球。在父親的影響下，卡維佐兄弟姐妹五人也都會打籃球。
卡維佐在弗農山高中讀了兩年，然後為了要在天主教的O'Dea高中打籃球，於是搬到西雅圖與家族朋友們同住。次年春天，他從O'Dea高中轉學到布里恩的甘迺迪天主教高中並在那兒打球。1987年高中畢業後，6呎2吋高的卡維佐就讀於貝爾維尤社區學院並打大專籃球。然而於大二時因腳傷之故，而使其NBA籃球生涯的希望破滅。在轉學至華盛頓大學之後，卡維佐將重心轉移到演戲並成為Sigma Chi兄弟會的成員。

## 演藝生涯
卡維佐一開始是在西雅圖演戲。在1991年的影片《男人的一半還是男人》中扮演一個小角色後，他獲得了美國演員工會的會員證，之後便到洛杉磯去發展。在1993年，卡維佐獲得了獎學金並有機會到紐約的朱利亞德學院學習演戲，但為了要能夠在1994年的影片《執法悍將》中扮演沃倫·爾普，他只好放棄了。
在卡維佐的早期演藝生涯中，他曾在影集《推理女神探》與《兩小無猜》中出現。在出演1997年的影片《魔鬼女大兵》之後，便在導演泰倫斯·馬利克的一部基於第二次世界大戰的影片《紅色警戒》中有了突破性的演出。1999年，他在李安導演的《與魔鬼共騎》中扮演一位密蘇里州的游擊隊員布萊克·約翰（Black John）。該部電影原本預計為高預算的暑期大片，但最後卻在票房上慘敗。2000年，卡維佐原先被安排在《X戰警》中扮演鐳射眼這個角色，但因檔期與《黑洞頻率》相衝突而只好作罷。
卡維佐也主演了幾部主流的好萊塢影片，像是2000年的《讓愛傳出去》、2001年的《超感應頻率》、以及2002年的《絕世英豪》。2001年，他在《麥迪遜》中擔綱主角。該片敘述一個在印第安納州麥迪遜小鎮的汽艇大賽的故事，但直到2005年該片才在戲院上映。此外，他在2002年的影片《案藏玄機》中的表現也受到高度讚揚。2002年，卡維佐在影片《送信到哥本哈根》中扮演一個重要的角色。該片是改編自安娜·荷姆的丹麥小說《北方自由》。
2004年，卡維佐在梅爾·吉勃遜的電影《耶穌受難記》中扮演耶穌基督。在拍片期間，他曾被閃電擊中、意外地受到鞭傷、肩膀脫臼、還遭受肺炎和失溫之苦。據傳在拍片前，吉勃遜就曾告誡卡維佐扮演耶穌會有損演藝生涯。2011年，卡維佐坦承自那時起就很難接到好的角色來演。
2006年，卡維佐在《玩命记忆》中擔任主角，該片由IFC電影公司所發行。同年，他在東尼·史考特的動作片《時空線索》中扮演大反派。此外，他還在一部2007年秋發行的新約有聲戲劇《應許之話》中為耶穌這個角色配音。2008年，他在《魔獸戰場》中飾演主角凱南。同年，與克勞蒂亞·卡凡共同主演了由傑米·布蘭克斯所導演的《天劫》。
卡維佐在2008年的影片《被投石處死的索拉雅》中飾演一名法國記者。該片是一部關於1986年一位年輕母親被處死的真實故事，由史蒂芬·麥克威提製片，曾獲奧斯卡提名的伊朗女星索瑞·安達斯魯主演。當卡維佐被問及這樣的故事對其羅馬天主教的信仰有何影響時，他說：「……你不需要在福音書之外去尋找才能理解什麼是該做的事、或者才能理解是否應該要更加關心於幫助別人，而不要在意他人的宗教信仰以及來自於何處。」。
卡維佐與伊恩·麥克連共同主演了一部迷你影集《囚徒末路》，這是一部英國科幻電視劇《密諜》的翻拍版，於2009年11月播出。
卡維佐在BuddyTV的2011年電視圈百大性感男星中排第92名。
自2011年起，卡維佐主演了哥倫比亞廣播公司的犯罪影集《疑犯追蹤》，該劇得到了15年來所有劇情類試播集中最高的評等分數，並且每週固定有1000萬個以上觀眾的收視率。
卡維佐預計將主演2014年一部關於橄欖球的電影《攻無不克》。片中他飾演一位加州康科德德拉薩高中的橄欖球教練鮑伯·拉道瑟。其所帶領的斯巴達預備隊從1992年至2003年比賽獲得151場連勝，超過所有任何美國運動的連勝紀錄。湯瑪斯·卡特將執導本片。

## 私人生活
1993年，透過他人介紹，卡維佐與凱莉·布勞維（Kerri Browitt）約會。布勞維是一位英文老師也是一名長笛演奏家。1996年7月20日，兩人結婚並領養了三個中國小孩。
卡維佐夫妻倆人都是虔誠的羅馬天主教徒。自《耶穌受難記》發行以來，卡維佐已是一位在宗教場合中擁有號召力的公眾演說家。2005年3月19日，他還是波士頓第一次天主教男信徒會議的發言人。
卡維佐的妻子是美式足球底特律雄獅隊進攻協調員史考特·萊恩漢的姨子。她和萊恩漢的妻子克莉絲汀是姐妹。
2006年，卡維佐在聖母大學至少註冊了一門課，但只作一位兼職的學生。

### 公眾政治活動
2006年10月24日，一個反對胚胎幹細胞研究的廣告找卡維佐、帕特里夏·希顿、柯特·沃納、以及麥克·史溫尼來代言。在廣告開頭，卡維佐說了一句亞拉姆語「Le-bar nash be-neshak」，意思是「你以親吻來背叛人子」。這是《希臘文新約聖經》路加福音中的一個語句，是說到關於猶大背叛基督這件事。然而，在廣告台詞中，並沒有將其翻成英文。在廣告要結束時，卡維佐說：「現在你知道了。不要去做。」此話是針對投票支持修正案一事而說的。這支廣告主要是對贊成胚胎幹細胞研究的影星米高·J·福克斯所代言的廣告而做出的回應。
2006年，卡維佐曾向參議員里克·桑托勒姆捐贈了2100美元，以資助其在2006年賓州參議員的競選活動。

## 作品列表

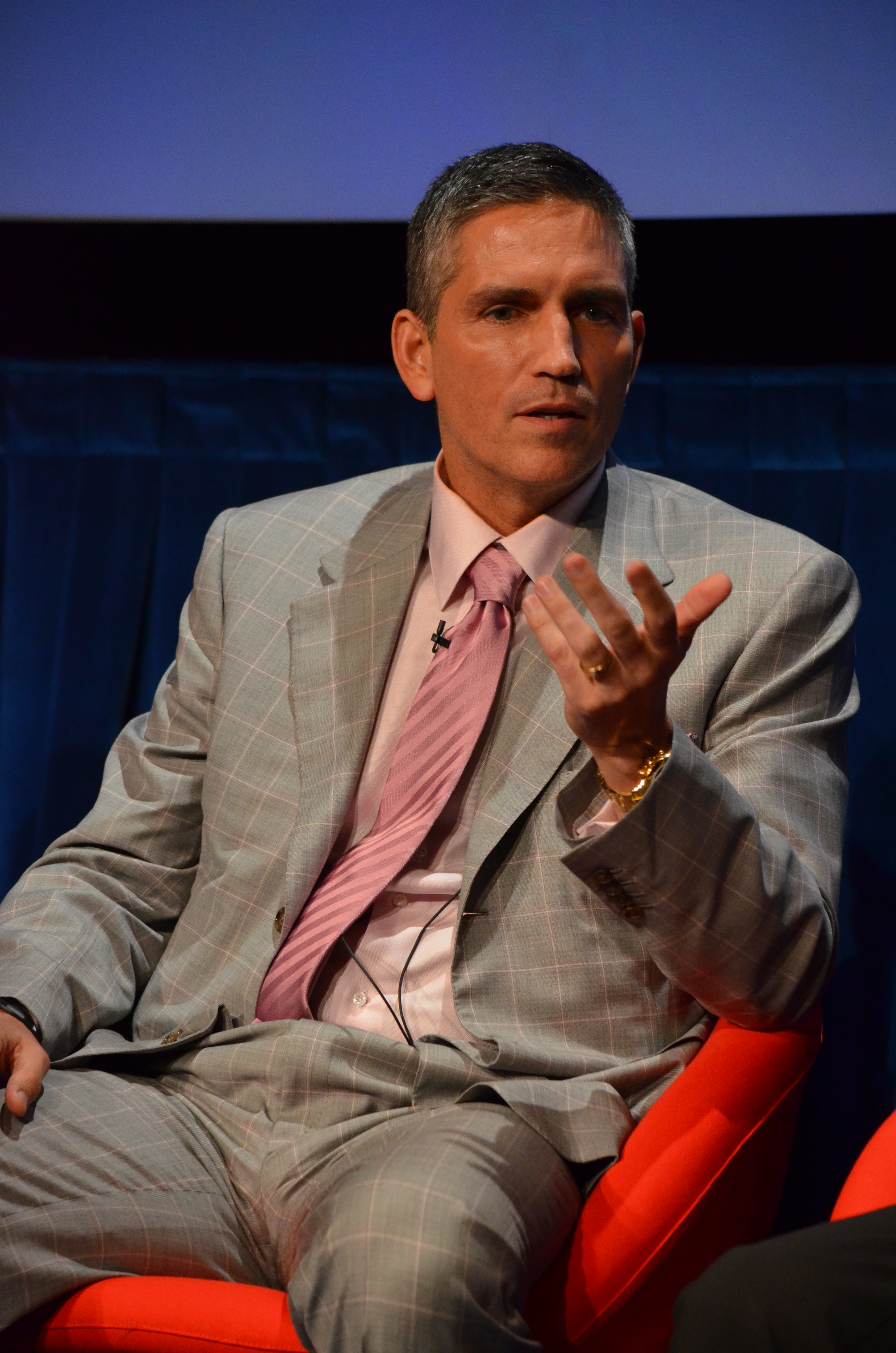
2012年5月，吉姆·卡維佐在佩利中心

### 電影
| 年份 | 標題                                           | 角色                   | 附註 |
| ---- | ---------------------------------------------- | ---------------------- | ---- |
| 1991 | 《我私人的爱达荷》                             | Airline Clerk          |      |
| 1992 | 《英雄本詐》                                   | Billy Hargrove         |      |
| 1994 | 《執法捍將》                                   | 華倫·厄普              |      |
| 1996 | 《強棒巨猩》                                   | Dizzy Anderson         |      |
| 1996 | 《絕地任務》                                   | FA-18飛行員            |      |
| 1997 | 《魔鬼女大兵》                                 | "Slov" Slovnik         |      |
| 1998 | 《紅色警戒》                                   | Private Witt           |      |
| 1999 | 《與魔鬼共騎》                                 | Black John             |      |
| 2000 | 《黑洞頻率》                                   | John Sullivan          |      |
| 2000 | 《讓愛傳出去》                                 | Jerry                  |      |
| 2001 | 《超感應頻率》                                 | Steven "Catch" Lambert |      |
| 2001 | 《麥迪遜錦標賽》                               | Jim McCormick          |      |
| 2002 | 《絕世英豪》                                   | 爱德蒙·唐泰斯          |      |
| 2002 | 《案藏玄機》                                   | Tom Kubik              |      |
| 2003 | 《極速狂逃》                                   | James "Rennie" Cray    |      |
| 2003 | 《送信到哥本哈根》                             | Johannes               |      |
| 2004 | 《耶穌受難記》                                 | 耶稣基督               |      |
| 2004 | 《迴光報告》                                   | Fletcher               |      |
| 2004 | 《高球大滿貫》                                 | 鮑比·瓊斯              |      |
| 2006 | 《玩命记忆》                                   | Jean Jacket            |      |
| 2006 | 《時凶感應》                                   | Carroll Oerstadt       |      |
| 2008 | 《魔獸戰場》                                   | Kainan                 |      |
| 2008 | 《天劫》                                       | Peter                  |      |
| 2008 | 《被投石處死的索拉雅》                         | Freidoune              |      |
| 2011 | 《玩命時刻》                                   | Nate                   |      |
| 2013 | 《鋼鐵墳墓》                                   | Willard Hobbes         |      |
| 2013 | 《薩瓦納》                                     | Ward Allen             |      |
| 2014 | 《攻無不克》                                   | 鮑伯·拉道瑟            |      |
| 2017 | 《左撇子布朗之歌》                             | Jimmy Bierce           |      |
| 2018 | 《使徒保祿》                                   | 路加                   |      |
| 2018 | 《為葛瑞斯而跑》                               | Doctor Reyes           |      |
| 2018 | 《玛瑙，圣杯之王》（Onyx, Kings of the Grail） | 旁白                   |      |
| 2020 | 《私刑救援》                                   | Doug Rawlings          |      |
| 2023 | 《甜水》                                       | Sports Writer          |      |
| 2023 | 《自由之聲》                                   | 提姆·巴拉德            |      |

### 電視
| 年份      | 標題               | 角色           | 附註                |
| --------- | ------------------ | -------------- | ------------------- |
| 1992      | 《兩小無猜》       | Bobby Riddle   | 單集：〈Hero〉      |
| 1995      | 《女作家與謀殺案》 | Darryl Harding | 單集：〈Film Flam〉 |
| 1995      | 《風塵之子》       | Dexter         | 迷你劇              |
| 2009      | 《囚徒末路》       | 麥可／6號      | 迷你劇              |
| 2011–2016 | 《疑犯追蹤》       | 約翰·里斯      | 103集               |

## 外部連結
- 吉姆·卡維佐在互联网电影资料库（IMDb）上的資料（英文）